# Бакош
Бакош (укр. Бакош, венг. Kisbakos) — село в Батьевской поселковой общине Береговского района Закарпатской области Украины.
Население по переписи 2001 года составляло 988 человек. Почтовый индекс — 90211. Телефонный код — 03141. Занимает площадь 2,87 км². Код КОАТУУ — 2120488403.